# مسجد رزالي

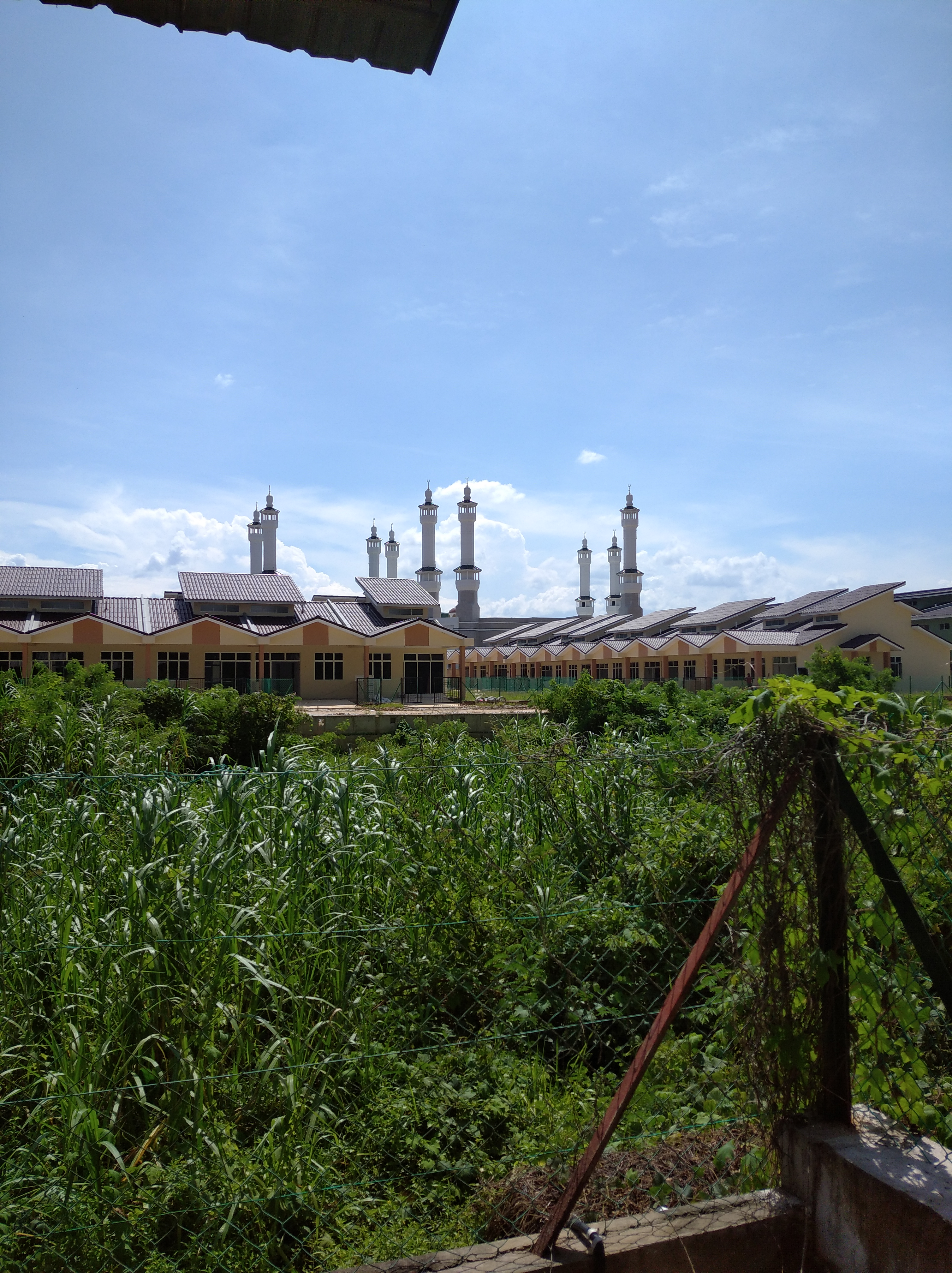
المسجد الأقدم الذي تم بنائه في منطقة كوا موسع و الذي كان يسمى في ذلك الوقت اولو كلنتن

مسجد رزالي (المعروف بالحرم الغاري) هو مسجد يقع في المدينة القديمة (بندر لاما)، ڬوا موسڠ، كلنتن دار النعيم. يُعتقد أن هذا المسجد هو أقدم مسجد الذي تم بناؤه في منطقة كوا موسع (المعروف سابقًا باسم اولو كلنتن ) ويستخدم كالجامع الكبير (أي مسجد كبير في منطقة أو مستعمرة واحدة).

## تاريخ

### المبنى القديم (الموقع الأصلي)

#### مبنى خشبي
يُعتقد أن المسجد قد تم بناؤه قبل أربعينيات القرن الماضي باستخدام الهياكل الخشبية. هذا المسجد أيضًا هو مسجد المدينة (الجامع الكبير) وأول مسجد في ولاية ڬوا موسڠ قبل بناء مسجد (جامع) تعكو محمد فائز ڤترا .
شهد المسجد أيضًا فظائع الحكم الشيوعي بملايا حيث قُتلت امرأة حاملة على يد جنود الشيوعيين وكان لا بد من دفنها بجوار المسجد حيث من خفية الناس عنهم (في تلك الزمن, ما زال هذا المسجد ببناء خشبية) حتى صارت تلك القبر داخل قاعة الصلاة حين عملية الترميم والتوسيع المسجد.
في ذلك الوقت ، تم بناء المسجد بالخشب ولم يكن يتسع إلا لأقل من 100 مصلين قبل أن يتم تجديده بعد 50 عامًا ليوفق الأعداد المتزايدة من المصلين حتى صارت تلك القبر داخل قاعة الصلاة بالمسجد حتى الآن.
لم يتم نقل القبر ليكون انعكاسًا وإثباتًا تاريخيًا للفظائع الشيوعية.
بعد عدة سنوات، تمت تطوير المسجد إلى الجامع وتوسيعها من وقت لآخر ، مما تسبب وجود قبر نيك مه في وسط قاعة الصلاة بالمسجد كما يمكن رؤيته اليوم.

#### مبنى طوبي
في 7 فبراير/شباط 1978، تم تجديد بناء مسجد في نفس الموقع تبديلاً لمبنى الخشبي القديم (وفي ذلك الوقت، تم تضمين قبر المرأة إلى قاعة الصلاة الرئيسية). تم افتتاح المسجد من طرف المحترم تعكو رزالي بن تعكو حمزة ، وزير المالية الماليزي آنذاك. سمي المسجد لاحقًا باسمه وأنه قبل ذلك ، كان اسمه قديماً : جامع مدينة ڬوا موسڠ, اولو كلنتن (كما هو موجود في تعليق الصورة على غلاف مجلة فعاسوه في أوائل الثمانينيات) .
وبحسب إمام المسجد ، كان القبر مسورًا بالحديد ويمكن رؤيته بوضوح. لذلك ، من بعد وعيظة المفتي ، كان القبر مغطى بصندوق خشبية لحفظ خشوع المصلين الذين توقفوا للصلاة.

### بناء جديد
في مارس/آذار 2012 ، قدم المحترم تعكو رزالي بن تعكو حمزة اقتراحًا إلى أعضاء لجنة المسجد والمصلين لإصلاح المسجد القديم الذي كان مغمور بالمياه غالبًا. واتفقوا فيما بعد على بناء مسجد جديد في موقع مركز الشرطة القديم الذي يبعد حوالي 500 متر عن الموقع العتيق.
في الواقع ، تم اقتراح فكرة تحديث المسجد الحالي منذ الانتخابات الفرعية في تشرين الثاني/ نوفمبر 2010 وتلقت لجنة بناء المسجد تبرعات من داتوء سري نجيب تون عبد الرزاق ، رئيس الوزراء آنذاك. لكن، بدأ المشروع بعد ست سنوات بعده. قبل أن تتعاون PAS مع UMNO ، لم تكن PAS راضية عن المشروع لأنها تضمنت أيضًا مكتب PAS بمنطقة ڬوا موسڠ، وPASTI الأخلاق والملعب حيث قد يلزم هدم المكان و/أو نقله لإفساح المجال للبناء المسجد  . حتى الآن ، لا تزال UMNO تتقدم مع PAS لهذه المسألة ولا تزال في مرحلة المناقشة حيث تعتزم UMNO لتحويل المكتب و PASTI كموقف سيارات للمساجد الجديدة.

#### عوامل البناء
تم بناء مسجد رزالي الجديد لأن المبنى القديم لم يعد المبنى بحمل الأعداد المتزايدة من المصلين كل عام. ويرجع ذلك إلى الزيادة في عدد السكان في مدينة كوا موسع منذ أوائل العقد الأول من القرن الحالي مع وجود مجمعات سكنية جديدة بما في ذلك بندر اوتام و تامن چينداي والعديد من المساكن الأخرى في منطقة المدينة الجديدة. قبل بناء المسجد الجديد ، لا بد على المصلين من المنطقة السكنية وكذلك المناطق الحضرية والمناطق المحيطة بأكملها التي تغطي قرية تانه ڤوتيه إلى بندر اوتام ، ومن چين تيك إلى قرية كوندور أن يؤدي صلاة الجمعة في مسجد (جامع) تعكو محمد فائز ڤترا . مع بناء المسجد ، يمكن أن يحمل المزيد من المصلين من سكان منطقة بندر لاما الفرعية للصلاة في مسجدهم الفرعي. بجانب هذا المسجد ، هناك العديد من المساجد الأخرى في منطقة كوا موسع التي يتم ترقيتها. منها مسجد تامن واڠي ومسجد نور إيمان بتامن دامر - كيسيدر جاي ومسجد المقربين بقرية كوندور ومسجد التقوى بسوڠاي تره . يوجد أيضاً مسجد لا يزال في المرحلة المقترحة وهو مسجد قرية تانه ڤوتيه.
إضافة إلى ذلك ، لم يعد المسجد القديم مناسبًا لصلاة الجمعة نظرًا لعدم وجود مواقف كافية لاستيعاب تواجد عدد كبير جدًا من المصلين ؛ حيث يقع المسجد بين مستوطنات بمدينة القديمة. يقع موقف السيارات الحالي أيضًا بعيدًا جدًا عن المسجد. يجعل هذا الأمر صعبًا على المصلين ، لا سيما إن ذهبوا بالسيارة.
إن المسجد القديم أيضا غير صالح للاستخدام لأن المسجد مغمور بالمياه غالبًا. كما أن موقع المسجد الواقع على ضفاف نهر ڬالس, يعرض المسجد أيضًا لخطر الفيضانات والانهيارات الأرضية على ضفاف النهر. تتسبب الفيضانات التي تحدث كل عام على إتلاف المسجد ومعداته حتى لا بد من استبدالها بعده. حدثت أسوأ فيضانات في أواخر عام 2014 (بعد عامين من التقدم عن اقتراح الترقية) مما أدى إلى غرق المسجد ونتج عنه خسائر فادحة. لذلك ، أصبحت الفيضانات في ذلك العام العامل الأكبر في بناء المساجد الجديدة لأن يمكن الفيضانات مرة أخرى في المستقبل
بدأ برنامج بناء المسجد الجديد في أبريل/نيسان 2016. تبلغ قيمة المسجد الذي تبلغ مساحته 99 ألف قدم مربع أكثر من 32 مليون ريڠڬيت ماليزي. بني هذا المسجد ليشبه المسجد الحرام أو الحرم المكي في مكة المكرمة حيث جاءت هذه الفكرة المميزة من قبل المحترم تعكو رزالي بن تعكو حمزة، عضو البرلمان بڬوا موسڠ نفسه. تم بناؤه على موقع 1.5 هكتار من مركز الشرطة بمدينة القديمة. يستطيع الجامع الجديد أن يحمل إلى ما يصل إلى 3500 من المصلين (بما فيها من الصحن الشريف). تم تجهيز المسجد الجديد بتسعة مآذن يصل ارتفاعها إلى 30 متراً وثمانية قباب تشبه المسجد الحرام بمكة المكرمة  . يحتوي هذا المسجد أيضا محرابين، الصحن الشريف وهو يشبه المطاف ولديه 15 أبواب، وهي:
1. باب الملك فهد [الرئيسية]
2. باب القبلي - أ
3. باب القبلي - ب
4. باب الملك عبد العزيز
5. باب أجياد
6. باب إسماعيل عليه السلام
7. باب علي رضي اللّٰه عنه
8. باب المروة
9. باب النبي عليه الصلاة والسلام
10. باب الفتح
11. باب الندوة
12. باب المدينتين (مجموعة من بابين المدينة المنورة والقدس)
13. باب العمرة
14. باب الإمام - أ
15. باب الإمام - ب

يحتوي المسجد أيضًا على العديد من الممرات الفسيحة التي يمكن أن تستوعب المزيد من المصلين. منها:
1. الرواق القبلي: يقع هذا الرواق في شرق الجامع ويمكن الخول من باب الملك عبد العزيز وباب أجياد وباب إسماعيل عليه السلام. سمي هذا الرواق بالقبلي لأن إذا نصلي فيه، نستطيع أن نشهد الصحن الشريف ونوجهه القبلة.

1. الرواق المحرابي: يقع هذا الرواق في غرب الجامع ومن جهة القبلة ويمكن الخول من باب الفتح وباب الندوة وباب المدينتين وباب العمرة. إذا نصلي فيه، يقع الصحن الشريف في خلفنا والجدار القبلي في أمامنا. لا يمكن أن يؤدي الصلاة الجماعة في ذلك المكان إلا أن يقع المحراب والمنبر المحمول فيما نيب باب العمرة وباب المدينتين لوقوع الإمام فيه؛ لا سيما حين صلاة الجمعة وصلاة العيدين. لذلك، سمي هذا الرواق بالمحرابي.
2. الرواق السعودي: سمي بذلك لأن معماره يشبه داخل عمارة السعودية على توسعة الحرم المكي

#### اللقب
نظرًا لأن هذا المسجد يشبه المسجد الحرام الذي يسمى أيضًا بالحرم المكي ، فإن هذا الجامع الجديد يسمى أيضًا بالحرم الغاري الشريف اقترانا مع اسم ڬوا موسڠ (غار ثعلب) نفسه.  وهناك أيضا عدد من الأشخاص الذين يعتقدون خطأً أن هذا الجامع الجديد يشبه المسجد النبوي في المدينة المنورة بدلا من الحرم المكي الشريف.

## إدارية
لمسجد رزالي رقم تسجيل مسجد: MY-03-GM-00023.

## عنوان
مسجد رزالي الفرعي ، حي كالس،
18300 كوا موسع،
كلنتن دار النعيم

## روابط خارجية
- دائرة الشؤون الدينية الإسلامية في كلنتن (JAHEAIK) نسخة محفوظة 31 يناير 2018 على موقع واي باك مشين.
- قائمة المساجد في جميع أنحاء ماليزيا